# NGC 3260
NGC 3260 (другие обозначения — ESO 375-40, MCG −6-23-33, PGC 30875) — эллиптическая галактика (E) в созвездии Насоса. Открыта Джоном Гершелем в 1834 году.
Галактика NGC 3260 входит в состав группы галактик NGC 3273. Помимо NGC 3260 в группу также входят NGC 3273 и IC 2584.